# Pons Aureoli
|  | Per a altres significats, vegeu «batalla de Pons Aureoli». |

Pons Aureoli va ser una estació a la via que anava de Mediolanum a Bergamun, a la Gàl·lia Transpadana, i on creuava el riu Adda per un pont.
En aquell lloc el pretendent a l'Imperi, Aureol, va ser derrotat per l'emperador Gal·liè a la batalla de Pons Aureoli l'any 268. Aureol es va haver de tancar darrere les muralles de Milà. L'usurpador va ser mort pels soldats de Claudi II el Gòtic, que va ordenar que l'enterressin prop del pont, que va agafar el nom de Pons Aureoli, segons explica Trebel·li Pol·lió, actualment Pontirolo. El nom anterior del pont no es coneix.

## Referè3ncies
1. ↑  Smith, William (ed.). «Pons Aureoli». Dictionary of Greek and Roman Geography (1854). [Consulta: 10 agost 2022].